# Polioptila clementsi
Polioptila clementsi là một loài chim trong họ Polioptilidae.